# Boudin de Louisiane
Pour les articles homonymes, voir Boudin.

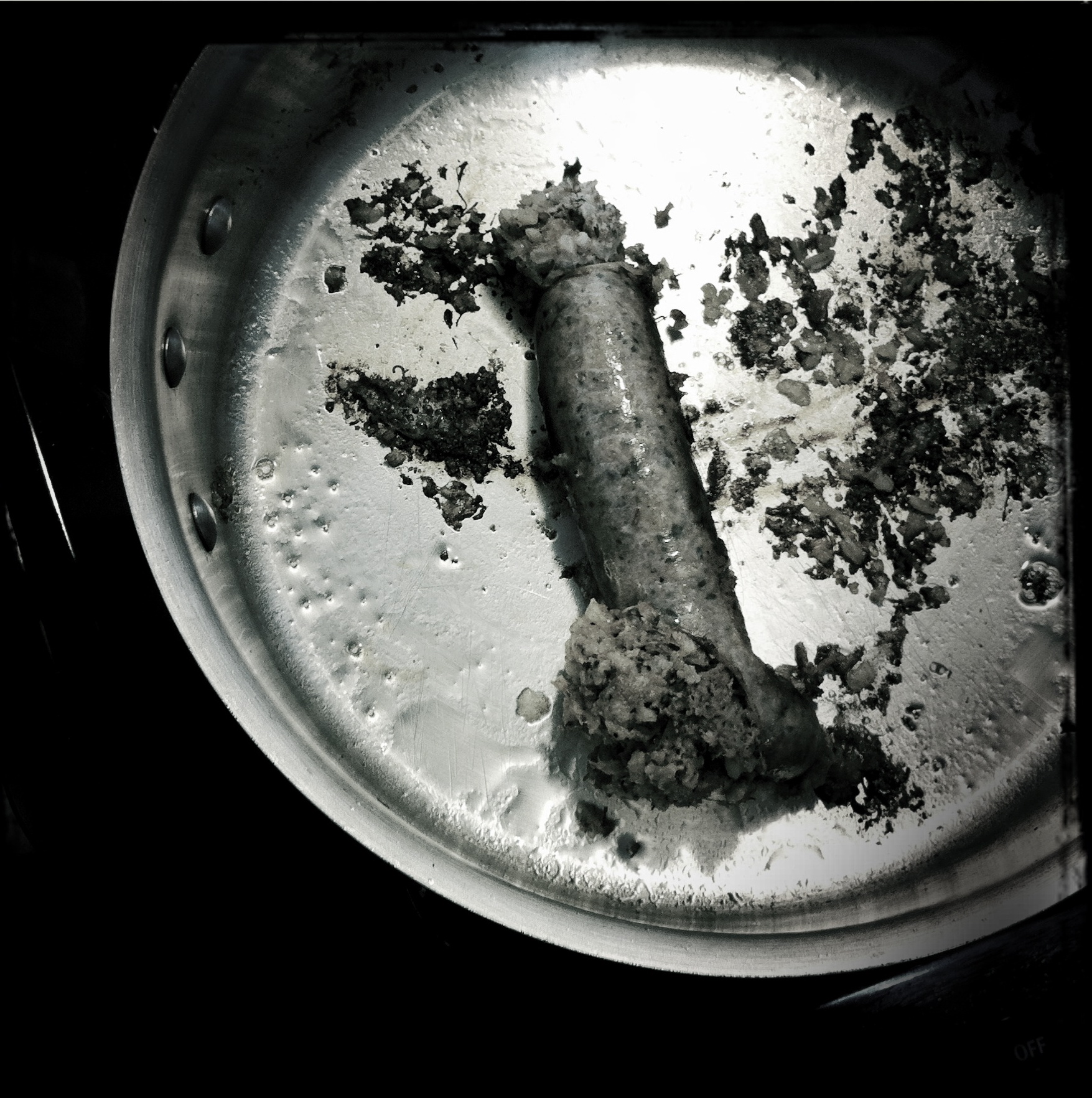
Boudin de Louisiane.

Le boudin de Louisiane est une saucisse cuite à la vapeur qui se mange comme entrée, à l'apéritif, de préférence tiède. Il est composé de riz cuit, de foie et viande de porc, d'herbes, d'oignons et d'épices plus ou moins relevées.
Le boudin est différent d'un fabricant à l'autre et d'un endroit à l'autre, chacun y apportant sa touche personnelle.